# Pino Spotti
Giuseppe Spotti, noto come Pino Spotti (Parma, 13 novembre 1917 – Milano, 6 ottobre 1958), è stato un compositore italiano.

## Biografia
Iniziò a studiare musica con il direttore di coro Aldo Lazzari; nel 1934 si diplomò in pianoforte al Conservatorio della sua città, e nel 1941 ottenne il secondo diploma in composizione.
Negli anni trenta lavorò come pianista per sfilate di moda e spettacoli di rivista, iniziando a comporre le prime canzoni; nel dopoguerra si trasferì a Milano per lavorare in un caffè concerto ed entrò in contatto con il mondo discografico e dell'editoria musicale, in particolare con i fratelli Carlo Alberto e Alfredo Rossi.
Dopo essere entrato come pianista nell'orchestra di Gorni Kramer, formò una propria orchestra e tenne numerosi spettacoli passando dal jazz alla classica. Scrisse alcune tra le più note canzoni del periodo, come Le tue mani lanciata nel 1950 da  Lucia Mannucci (78 giri La Voce del Padrone HN 2775) e poi incisa anche da Jula de Palma, Nicola Arigliano, Mina e Johnny Dorelli, Brivido blu, testo di Alberto Testa, per Tony Dallara, Per tutta la vita, sempre con parole di Alberto Testa, per Jula de Palma e Wilma De Angelis, che fu presentata postuma al Festival di Sanremo 1959 e che, pur essendo eliminata, divenne un successo anche negli Stati Uniti, tradotto da Kim Gannon in I want to be wanted ed inciso tra gli altri anche da Brenda Lee.
Fondò il Quartetto Radar, che accompagnò sia dal vivo che su disco con la sua orchestra; nel 1955 presentò con Lucia Mannucci del Quartetto Cetra il programma Una voce e un pianoforte, e si dedicò anche alla composizione di alcune colonne sonore, come Per le vie della città nel 1956 (regia di Luigi Giachino), con Febo Conti e Gino Bramieri.
Nel 1956 fu nominato direttore delle Edizioni musicali Ariston, incarico che mantenne fino alla morte prematura, avvenuta nel 1958; grazie all'interessamento della moglie Giusta e di Alberto Testa, Per tutta la vita partecipò al Festival di Sanremo 1959, diventando il suo ultimo successo.

## Le principali canzoni scritte da Pino Spotti
| Anno | Titolo            | Autori del testo | Autori della musica | Interpreti                       |
| ---- | ----------------- | ---------------- | ------------------- | -------------------------------- |
| 1950 | Le tue mani       | Montano          | Pino Spotti         | Lucia Mannucci                   |
| 1956 | La mia terra      | Luciano Beretta  | Pino Spotti         | Jula de Palma                    |
| 1959 | Brivido blu       | Alberto Testa    | Pino Spotti         | Tony Dallara                     |
| 1959 | Per tutta la vita | Alberto Testa    | Pino Spotti         | Jula de Palma e Wilma De Angelis |

## Programmi radiofonici Rai
- Una voce e un pianoforte, con Lucia Mannucci e al piano Pino Spotti, trasmessa in estate 1953.

## Discografia parziale

### EP
- 1955: Musiche di due secoli in un disco (Odeon, DSEQ 464)
- 1956: Musiche di trecento anni in un disco (Odeon, DSEQ 489)